# Richárd Juha

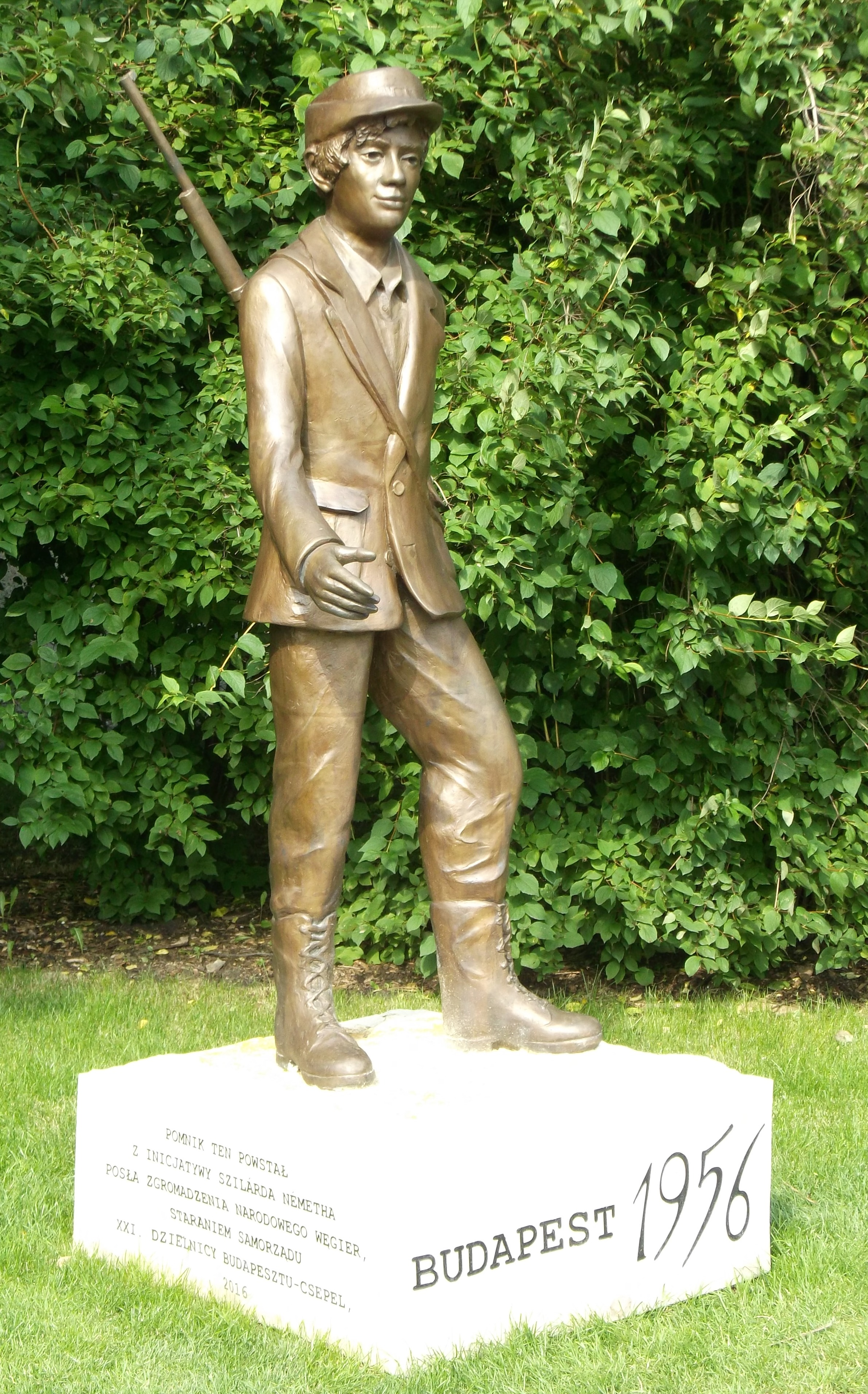
Pomnik Chłopca Węgierskiego w Szczecinie, 2016

Richárd Juha (ur. 8 grudnia 1971 w Debreczynie) – rzeźbiarz węgierski, nauczyciel sztuki, autor wielu rzeźb wystawianych w miejscach publicznych. Jest członkiem Stowarzyszenia Węgierskich Artystów. W 2016 roku w Szczecinie odsłonięto Pomnik Chłopca Węgierskiego jego autorstwa.